# Gaston de Galliffet
Gaston Alexandre Auguste de Galliffet, född 23 januari 1830 i Paris, död 8 juli 1909 i Paris, var en fransk markis och militär.
Galliffet blev officer i kavalleriet 1853, överste och regementschef 1867, brigadgeneral 1870, divisionsgeneral 1875 och begärde avsked 1895.
Markis de Galliffet deltog i den franska expeditionen till Mexiko 1862–63 och 1867–68 och utmärkte sig i fransk-tyska kriget, särskilt vid Sedan den 1 september 1870, där han blev tillfångatagen. Efter kriget deltog han i striderna mot kommunarderna.
År 1879 blev han chef för nionde armékåren vid Tours och 1886 medlem av högsta krigsrådet och arméinspektör. Galliffet utövade stort inflytande på utvecklingen av det franska kavalleriet.
Från 1899 till 1900 var han Frankrikes krigsminister.